# الهيئة الآسيوية الأوربية
المؤسسة الآسيوية - الأوروبية (Asia-Europe Foundation)، التي تُعرف اختصارًا بـ (ASEF)، هي منظمة حكومية دولية غير ربحية، مقرها في سنغافورة. تأسست في عام 1997، وهي المؤسسة الوحيدة التي تعمل ضمن إطار "الاجتماع الآسيوي - الأوروبي" (ASEM).

## الأهداف والمهام
تسعى المؤسسة إلى تعزيز التفاهم المتبادل والتعاون بين شعوب آسيا وأوروبا، وذلك من خلال تبادل الأفكار والثقافات. تهدف أيضًا إلى تعزيز العلاقات بين القارتين عبر برامج ومشروعات متعددة في مجالات مختلفة مثل التعليم، الإعلام، الثقافة، والحوارات السياسية.

## الأنشطة والمشروعات
تعمل المؤسسة من خلال شبكة واسعة تضم أكثر من 750 شريكًا من مختلف المنظمات والمؤسسات الدولية. كما تشرف على نحو 700 مشروع في آسيا وأوروبا، تشمل المؤتمرات، الندوات، ورش العمل، المعارض، والمنشورات العلمية.
إلى جانب الأنشطة المباشرة التي شارك فيها أكثر من 20,000 شخص من آسيا وأوروبا، فإن المؤسسة تمتلك قاعدة جماهيرية ضخمة على الإنترنت، مما يسمح لها بالتواصل مع جمهور أوسع من خلال المنصات الرقمية.

## وصلات خارجية
- Asia-Europe Foundation (ASEF)
- ASEM InfoBoard
- ASEF صفحة الهيئة على الفيسبوك.

```
صفحة الهيئة على 
تويتر
.
```

- ASEF صفحة الهيئة على لينكد إن.
- ASEF culture360
- ASEF Classroom Network (ASEF ClassNet)
- Asia-Europe Museum Network (ASEMUS)
- ASEF University Alumni Network (ASEFUAN)